# Chloridops kona
La certiola Kona (Chloridops kona) es una especie extinta de ave paseriforme de la familia Fringillidae. Era endémica de la isla de Hawái. 
La especie ya era muy rara cuando fue descubierta, sólo se encontraba en un área de 10 kilómetros cuadrados y fue recolectada por última vez en 1894. El género es conocido a partir de fósiles de Kauai, Oahu y Maui. Era desconocido para los nativos hawaianos y por lo tanto no existe un nombre para él en lengua hawaiana.